# Luisa Baratto
Luisa Pasqualotto Baratto ist eine italienische Schauspielerin. Baratto, die meist als Liz Barrett geführt wird, war zwischen 1965 und 1969 in elf weiblichen Hauptrollen einiger Genrefilme, vor allem in Horrorfilmen und Italowestern, zu sehen. Nach ihrem letzten Film 1969 zog sie sich aus dem Geschäft zurück.

## Filmografie (Auswahl)
- 1965: Scarletto – Schloß des Blutes (Il boia scarlatto)
- 1966: Mögen sie in Frieden ruh’n (Requiescant)
- 1967: Chamaco (Killer Kid)
- 1967: Die Satansbrut des Colonel Blake (7 winchester per un massacro)
- 1968: Das Gesetz der Erbarmungslosen (Il lungo giorno del massacro)
- 1968: Il pistolero segnato da Dio
- 1969: Colpo di stato